# Snow Canyon State Park

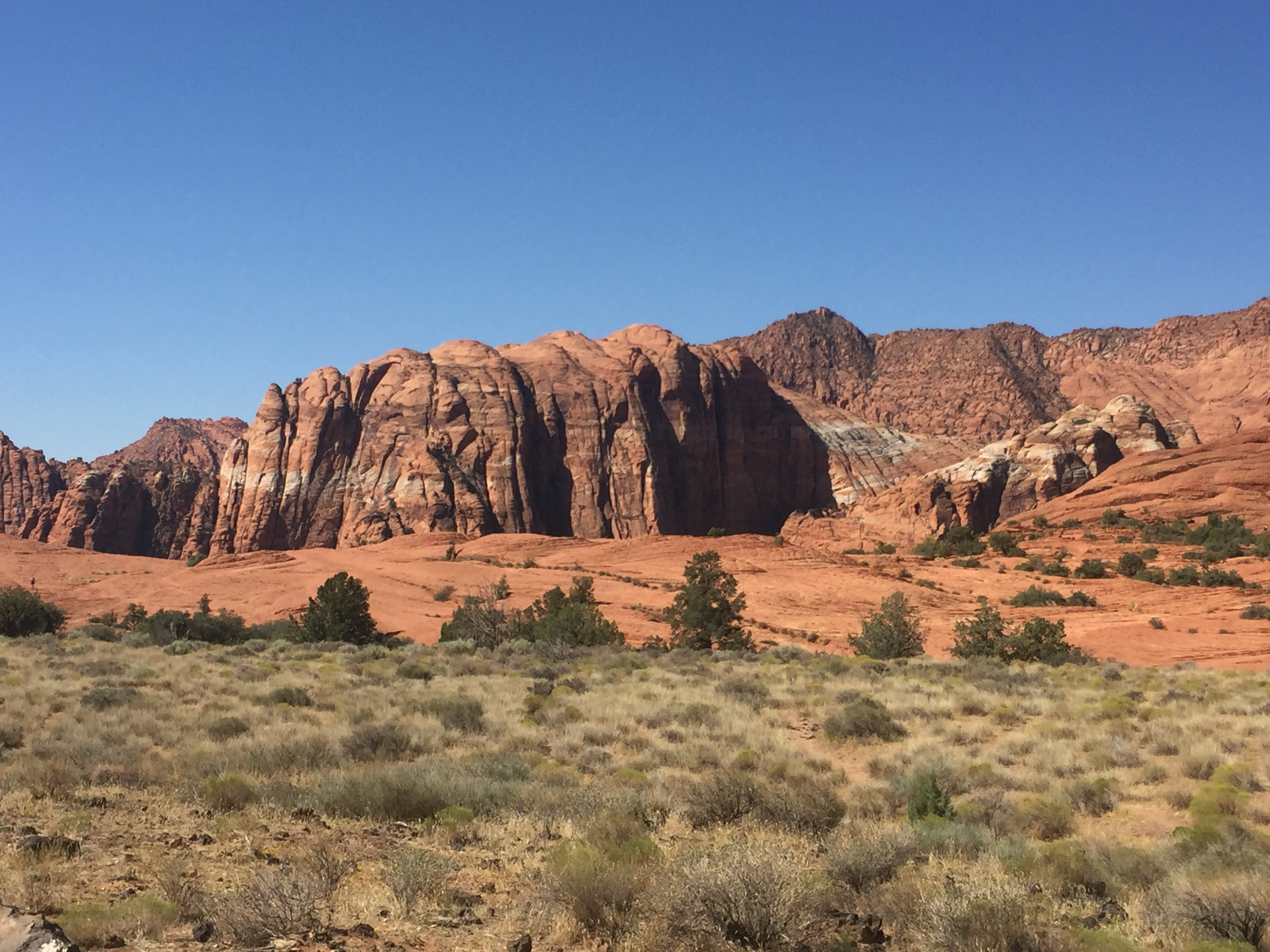
Snow Canyon State Park

Snow Canyon State Park is een staatspark in het zuidwesten van Utah, nabij de steden Ivins en St. George. Het park beslaat 7.400 acres en maakt deel uit van het Red Cliffs Desert Reserve. Het staat bekend om zijn indrukwekkende rode en witte Navajo-zandsteenformaties, versteende zandduinen, lavastromen en lavatunnels, evenals de uitgedoofde Santa Clara-vulkaan.

## Geografie en landschap
Snow Canyon ligt op het kruispunt van drie grote geografische regio's: de Mojavewoestijn, het Grote Bekken en het Colorado Plateau. Het landschap wordt gekenmerkt door steile zandstenen kliffen, zwarte basaltlavastromen en unieke geologische formaties zoals versteende duinen. De hoogste top in het park bereikt een hoogte van 1.531 meter.

## Recreatie en faciliteiten
Het park biedt meer dan 38 mijl aan wandelpaden, een 3 mijl lange verharde fiets-/wandelroute en meer dan 15 mijl aan ruiterpaden. Populaire wandelroutes zijn onder andere de Petrified Dunes Trail, Lava Flow Trail en Jenny's Canyon. Snow Canyon is het hele jaar door geopend en is populair voor wandelen, fietsen, paardrijden en kamperen. 